# Awszalom
Awszalom (hebr.: אבשלום) – wieś położona w samorządzie regionu Eszkol, w Dystrykcie Południowym, w Izraelu.
Leży w zachodniej części pustyni Negew, w pobliżu Strefy Gazy.

## Historia
Osada została założona w 1990 przez imigrantów z Rosji.

## Gospodarka
Gospodarka opiera się na intensywnym rolnictwie.